# Sergei Wladimirowitsch Bykow
Sergei Wladimirowitsch Bykow (russisch Сергей Владимирович Быков; * 26. Februar 1983 in Nowodwinsk, RSFSR) ist ein russischer Basketballspieler. Bykow spielt auf der Position des Point Guard. Mit der russischen Nationalmannschaft gewann Bykow 2007 die Europameisterschaft sowie die Bronzemedaille bei der EM 2011.

## Karriere
Bykow spielte für die Jugendmannschaften von Spartak Moskau und debütierte in der Herrenmannschaft in der Saison 2000/01. Anschließend wechselte er zum reaktivierten Profiverein MBK Dynamo, mit dem er auf Anhieb in die damals höchste russische Spielklasse Superleague A aufstieg. 2004 erreichte er mit diesem Verein den dritten Platz in der russischen Meisterschaft und wechselte anschließend für eine Spielzeit zu Universitet Yugra nach Surgut im westsibirischen Tiefland. 2005 kehrte er bereits zum Vizemeister Dynamo Moskau zurück und gewann mit diesem Verein unter dem serbischen Trainer Dušan Ivković den ULEB Cup 2005/06. In der folgenden Spielzeit spielte man durch den Titelgewinn im zweitwichtigsten europäischen Vereinswettbewerb zuvor in der höchsten europäischen Spielklasse EuroLeague 2006/07 und erreichte das Viertelfinale, wo man gegen den späteren Titelgewinner Panathinaikos Athen ausschied. 2008 erreichte man unter Trainer Svetislav Pešić erneut den dritten Platz in der russischen Meisterschaft, scheiterte aber beim „Elite Eight“-Turnier im ULEB Cup 2007/08 im Halbfinale an Pešić’ ehemaligen Verein Akasvasyu Girona und belegte den dritten Platz. Im Eurocup 2008/09, so der neue Name des ULEB Cup, erreichte man erneut das Elite Eight-Turnier, schied diesmal aber bereits im Viertelfinale aus.
2010 wechselte Bykow zum dominierenden Serienmeister PBK ZSKA Moskau. Mit dem neuen serbischen Trainer Duško Vujošević hatte man aber in der höchsten europäischen Spielklasse EuroLeague 2010/11 keinen Erfolg und schied bereits in der Vorrunde aus, nachdem man zuvor seit 2002 immer das Final-Four-Turnier in diesem Wettbewerb erreicht hatte. Mit dem neuen litauischen Trainer Jonas Kazlauskas gewann man schließlich erneut die Meisterschaft 2011. Für die Saison 2011/12 wechselte Bykow zu Lokomotiw Kuban in der Schwarzmeer-Region, mit dem er 2013 den Eurocup gewann.
Im Juli 2022 wurde Sergey Bykov zum Vorsitzenden des Verwaltungsrates des Neftekhimik Hockey Club ernannt.

## Nationalmannschaft
Bei der EM-Endrunde 2007 stand Bykow erstmals im Endrundenkader einer Herren-Auswahlmannschaft der russischen Föderation. Beim überraschenden Titelgewinn der russischen Nationalmannschaft gegen Gastgeber Spanien im Endspiel wurde er aber nur in drei Spielen in Vor- und Zwischenrunde für wenige Minuten eingesetzt. Bei den Olympischen Spielen 2008 in Peking war er zwar fester Bestandteil der Rotation in der russischen Auswahl, jedoch schied man nach nur einem Vorrundensieg bereits vor dem Viertelfinale aus. Bei der EM 2009 gewann man als Titelverteidiger in der Vorrunde mit dem Auftaktspiel erneut nur einmal und verlor anschließend auch gegen eine junge deutsche Basketballnationalmannschaft. Trotzdem reichte es zum Einzug in die Zwischenrunde, in der man alle Spiele gewann, jedoch im Viertelfinale gegen den späteren Finalisten Serbien verlor und letztendlich den siebten Platz erreichte. Bei der WM 2010 verlor man bis zum Viertelfinale nur ein Spiel gegen Gastgeber Türkei, schied dort aber gegen den späteren Titelträger Vereinigte Staaten trotz der stärksten Turnierleistung von Bykow aus, der mit 17 Punkten Topscorer der russischen Auswahl in diesem Spiel war. Am Ende belegte man wie bei der EM zuvor den siebten Platz. Bei der EM 2011 gewann man sogar bis zum Halbfinale alle Spiele, unter anderem in einer Neuauflage gegen Serbien im Viertelfinale. Dort verlor man aber dann gegen Frankreich und konnte sich mit einem Sieg im Spiel um den dritten Platz über die Überraschungsmannschaft des Turniers Mazedonien die Bronzemedaille sichern.

## Erfolge
- Europameister 2007
- Dritter der Europameisterschaft 2011
- Sieger Eurocup: 2006, 2013
- Russischer Meister 2011